# Tisagronia reedi
Tisagronia reedi là một loài bướm đêm trong họ Noctuidae.